# Palacio de Dueñas (Medina del Campo)

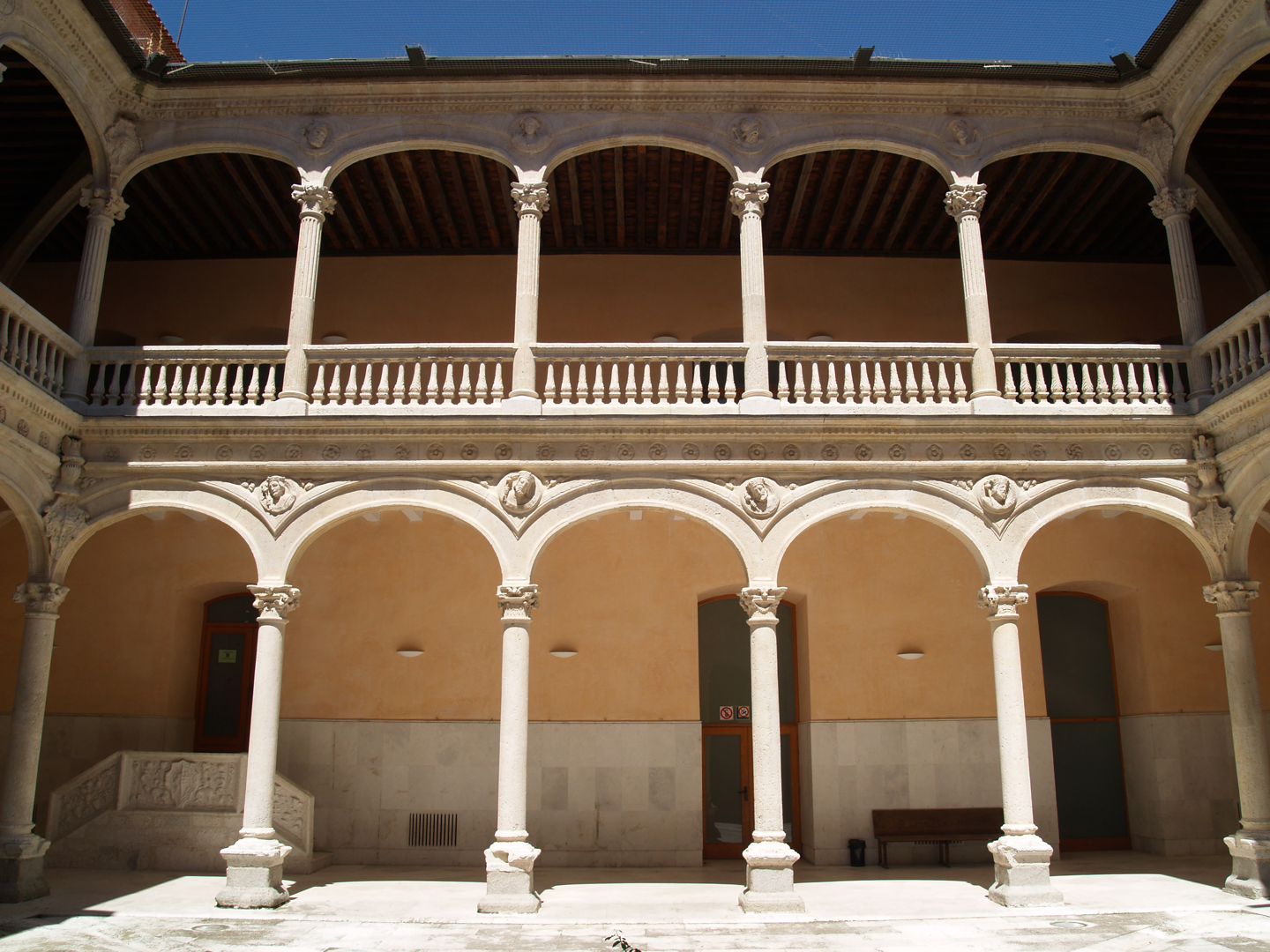
Patio del palacio

El Palacio de Dueñas es un palacio urbano renacentista situado en Medina del Campo. Es el mejor exponente de las casas nobles de la localidad y una de los más destacados de la provincia.
Fue declarado Monumento Nacional (Bien de Interés Cultural) el 3 de junio de 1931.

## Contexto histórico. Medina en els.XVI
Medina en la segunda mitad del s. XVI vivía del esplendor de sus Ferias. Creadas a principios del s. XV por Fernando de Antequera, señor de la villa, la pujanza de la economía castellana de la época, la ubicación de la villa y el apoyo de los Reyes Católicos que las elevan a la condición de Ferias Generales del Reino, las llevaron a ser consideradas como unas de las más importantes de las celebradas en Europa. Si bien, inicialmente la actividad ferial era mayoritariamente mercantil, en el s. XVI el peso de las actividades financieras, actividades de pagos y de cambios, llegó a ser la dominante y la que acentuó su carácter internacional. En Medina coincidían mercaderes y financieros hispanos, con otros provenientes de Italia, Francia o los Países Bajos. Estas ferias fueron el lugar principal donde la Hacienda Real negociaba, fundamentalmente con cambistas y financieros europeos, sus necesidades de crédito y los pagos correspondientes.
Así pues lo que diferenciaba a Medina de otras ciudades o villas era la importancia que en su población tenían los mercaderes, cambistas, banqueros, letrados y otras actividades que florecían en uno de los centros mercantiles y financieros más importantes de la península.

## Historia
D. Diego Beltrán, hidalgo enriquecido en el Perú, miembro del Real Consejo de Indias, a su vuelta a España se instala en Medina donde mediada la década de 1520, inicia la construcción de esta casa señorial en un solar de la entonces llamada calle de Santiago, intramuros pero separada de las calles feriales. Su traza y ejecución se debe a Luis de Vega, arquitecto real responsable del Palacio que para Francisco de los Cobos y Molina (Palacio Real) levanta en Valladolid por aquellos años, que posteriormente será muy reformado por el duque de Lerma, y con el que tiene semejanzas.
A la muerte de D. Diego el palacio lo heredó su hijo Ventura y posteriormente su nieta Mariana Beltrán, casada con Francisco de Dueñas (primogénito de Rodrigo de Dueñas, importante banquero de la época que fue Consejero de Hacienda de Carlos V,) del que el edificio recibe su nombre, entrando a formar parte de su mayorazgo. Así se mantuvo en poder de la familia hasta que en 1916 fue adquirido por los marqueses de Argüeso quienes planearon el desmontaje del patio y la escalera y su traslado a Madrid, lo que no llegó a producirse.
En 1931 fue declarado Monumento Nacional y el año 1950 adquirido por el estado a los entonces propietarios, los duques de Sueca y convertido en centro de enseñanza, función que desempeña en la actualidad.

## Descripción

Portada del palacio

Patio del palacio

Se trata de un edificio de planta cuadrada y dos alturas de las que sobresale en uno de sus ángulos una torreta de las dos que llegó a tener. Su fachada es sobria, de ladrillo sobre un zócalo de piedra caliza. En ella las ventanas de la planta baja estas cubiertas con rejas con forma de celosía y las de la primera planta cuentan con balcones. La portada es el elemento más destacado. Es adintelada y flanqueada por columnas, que soportan sobre un entablamento, dos angelotes que escoltan el escudo de los Beltrán de Mella. Remata el conjunto un frontón a cuyos lados hay dos medallones con bustos en alto relieve.
El zaguán de entrada está cubierto por un espléndido artesonado de casetónes cuadrados y hexagonales entre viguería debido al carpintero Francisco de la Fuente, único que aún subsiste del conjunto de ellos con que contó el edificio. Desde él y a través de una portada descentrada con respecto a la puerta principal se accede al patio que es la parte más notable del palacio.
El patio porticado es rectangular y de dos plantas, formado por columnas y arcos rebajados en la planta baja, y arcos carpaneles y balaustradas entre las columnas acanaladas en la superior, con capiteles finamente esculpidos. En las enjutas de los arcos de ambas plantas aparecen medallones con bustos de los reyes y reinas de Castilla debidos al escultor Esteban Jamete. En ellos están representados siguiendo un orden cronológico los reyes comprendidos entre Fernando I y Felipe el Hermoso. Completan la decoración ocho escudos con las armas de la familia situados en los ángulos del patio.
Una escalera de tipo claustral comunica las dos plantas. Cuenta con una balaustrada en la que dos de los pilares de las esquinas conservan sendas estatuillas. En la galería de enfrente se conserva una segunda escalera, más pequeña, de dos vertientes, cuyo antepecho está labrado con el escudo de los propietarios y otros grutescos.
El resto de dependencias del palacio están muy transformadas. Únicamente la que en la planta superior da a la fachada principal conserva parte de un friso con decoración renacentista. El palacio tuvo en su parte trasera un amplio jardín, del que nada quedaba cuando en los años 50 se edificaron las aulas del centro de enseñanza.